# Epedanidus globibunus
Genre
Espèce
Epedanidus globibunus, unique représentant du genre Epedanidus, est une espèce d'opilions laniatores de la famille des Epedanidae.

## Distribution
Cette espèce est endémique du Perak en Malaisie.

## Publication originale
- Roewer, 1943 : « Über Gonyleptiden. Weitere Weberknechte (Arachn., Opil.) XI. » Senckenbergiana, vol. 26, p. 12–68.